# NGC 3234
NGC 3234 (другие обозначения — NGC 3235, UGC 5635, MCG 5-25-7, ZWG 154.10, PGC 30553, CGCG 154-10) — линзовидная галактика в созвездии Малого Льва. Открыта Джоном Гершелем в 1827 году.

## Описание
Объект представляет собой линзовидную галактику, расположен в созвездии Малого Льва.
Объект был открыт британским астрономом Джоном Гершелем 24 декабря 1827 года, позже, 29 декабря 1861 года эту галактику также наблюдал прусский астроном Луи д’Арре, поэтому она была указана в каталоге NGC дважды: как NGC 3234 и  NGC 3235. Двойное обозначение в каталоге NGC связано с тем, что Гершель указал неточное положение объекта, допустив ошибку в склонении звёздной величины ровно на один градус. Поэтому считалось, что это два разных объекта, хотя Дрейер уже упоминал в своём каталоге, что это мог быть один и тот же объект.

### Данные наблюдений
Согласно морфологической классификации галактик Хаббла и де Вокулёра объект NGC 3234 относится к типу E-S0. Видимая звёздная величина составляет 13,5m, а фотографическая — 14,5m, поверхностная яркость — 13,7m на квадратную минуту дуги. Объект NGC 3234 имеет видимые размеры 1,2' × 0,9'.
В 2000 году в галактике наблюдалась псевдосверхновая SN 2000ch.

### Астрономические данные
Радиальная скорость галактики NGC 3234 составляет 6402 км/с,  Позиционный угол объекта — 85°. По оценкам измерения красного смещения (z = 0,021378 ± 2,7E−5) объект NGC 3234 находится на расстоянии в 99 мегапарсек от Млечного Пути и при своих угловых размерах имеет диаметр около 49 килопарсек.
По состоянию на стандартную эпоху J2000.0 имеет прямое восхождение (RA) — 10ч 24м 59,3с и склонение (Dec) — +28° 01′ 27″.